# Кортенберг
Кортенберг (нидерл. Kortenberg) — муниципалитет в Центральной Бельгии, провинция Фламандский Брабант. Расположен в Дейлеланде в 10 км к западу от Лёвена. Население на 1 января 2018 года составляло 20 214 человек.

## История
На территории Кортенберга было раскопано древнеримское сооружение. В ходе археологических раскопок был также обнаружен могильник франкского периода.
Первое упоминание датируется 1095 годом, когда епископ Камбре признал существование здесь религиозной общины, год считается датой основания Кортенберга. В 1222 году сюда переехали монахи, основав аббатство Кортенберг, существующее поныне и подчиняющееся архиепархии Мехелена-Брюсселя. Сохранились сторожка с готическими въездными воротами, построенными в начале XVII века, пивоварня — 1732 года, традиционный рыцарский зал и барочная часовня.

## Известные уроженцы и жители
- Марсо, Фелисьен, писатель, драматург, сценарист, эссеист, публицист. Член Французской академии[2]